# Buddusò
Buddusò is een gemeente in de Italiaanse provincie Olbia-Tempio (regio Sardinië) en telt 4088 inwoners (31-12-2004). De oppervlakte bedraagt 218,2 km², de bevolkingsdichtheid is 19 inwoners per km².

## Demografie
Buddusò telt ongeveer 1389 huishoudens. Het aantal inwoners daalde in de periode 1991-2001 met 1,9% volgens cijfers uit de tienjaarlijkse volkstellingen van ISTAT.
| Jaar | Inwoneraantal |
| ---- | ------------- |
| 1991 | 4225          |
| 2001 | 4145          |

## Geografie
Buddusò grenst aan de volgende gemeenten: Alà dei Sardi, Bitti (NU), Oschiri, Osidda (NU), Pattada (SS).

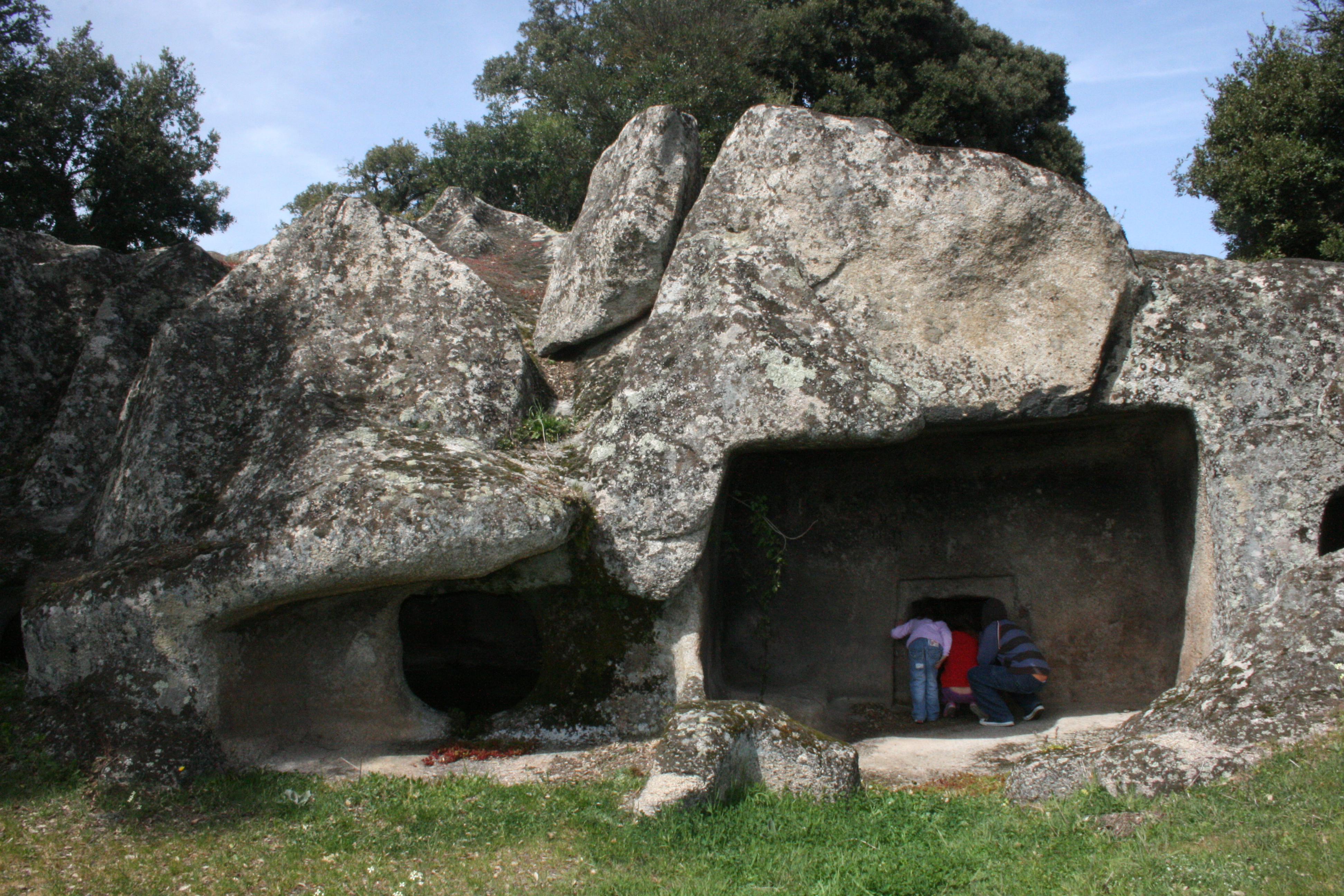
Domus de janas di Ludurru
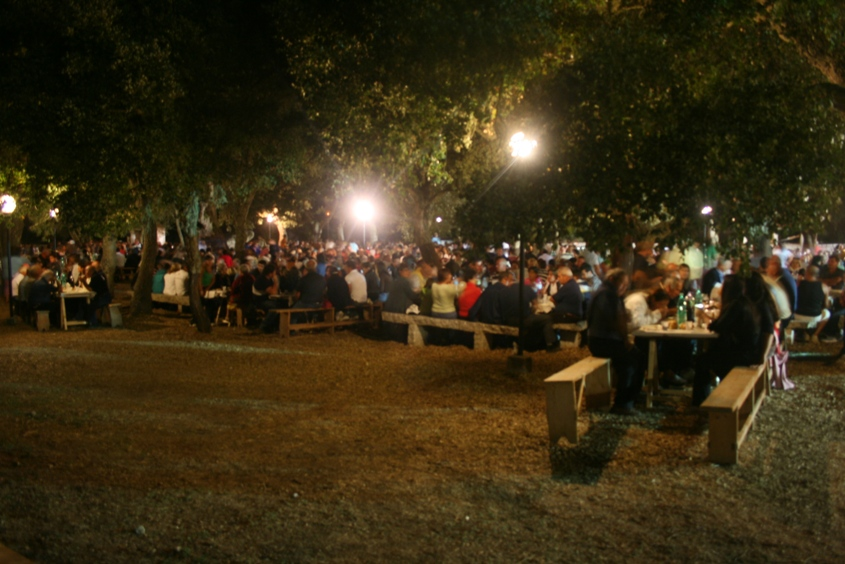
Feest van Santa Reparata

## Geboren
- Clemente Biondetti (1898-1955), Formule 1-coureur

Aggius · Aglientu · Alà dei Sardi · Arzachena · Badesi · Berchidda · Bortigiadas · Buddusò · Budoni · Calangianus · Golfo Aranci · La Maddalena · Loiri Porto San Paolo · Luogosanto · Luras · Monti · Olbia · Oschiri · Padru · Palau · San Teodoro · Sant'Antonio di Gallura · Santa Teresa Gallura · Telti · Tempio Pausania · Trinità d'Agultu e Vignola
1. ↑  https://demo.istat.it/?l=it.